# گونتر مایر
گونتر مایر (آلمانی: Günther Meier; ۲۶ ژوئیهٔ ۱۹۴۱ – ۲۳ نوامبر ۲۰۲۰) بوکسور اهل آلمان بود.